# 김원주 (가수)
김원주(金元柱 , 1987년 7월 29일 ~ )는 대한민국의 가수로 보컬 듀오 2F의 멤버이다. 2008년 포맨 EP 앨범 《First Kiss》로 데뷔하였다.

## 학력
- 동신초등학교
- 정읍중학교
- 호남고등학교
- 인하대학교 기계공학과 (휴학)

## 음반
- 'First Kiss' (EP, 2008년)
- 'Voice Of Autumn' (EP, 2009년)
- 'The 3rd Generation' (EP, 2010년)
- 'Baby Baby+4MEN' (EP, 2010년)
- 'U (with E-Tribe)' (EP, 2010년)
- '울고, 불고...' (Digital Single. 2010년)
- 'Sorry' (EP. 2010년)
- 'YWHO Winter Serenade' 참여 (EP, 2010년)
- SBS 드라마 시크릿가든 OST 'Here I am' 참여 (OST, 2010)
- SBS 드라마 나쁜 남자 OST '웃지마 울지마' 등 참여 (OST, 2010)
- 'The Artist' (2011년 6월 7일)
- 'The 5th Album Vol. 1 (실화)' (2013년 1월 28일)
- 'The 5th Album Vol. 2 (Thank You)'(2013.05.08)

## 방송
- 2018년 MBC 복면가왕 누르면 나옵니다 노래 자판기 (참가자)